# Amparo (Paraíba)
Amparo is een gemeente in de Braziliaanse deelstaat Paraíba. De gemeente telt 2.078 inwoners (schatting 2009).